# Franco Razzotti
Franco Razzotti (Capital Federal, Provincia de Buenos Aires, Argentina, 6 de febrero de 1989) es un exfutbolista argentino. Jugaba como mediocampista central y su primer equipo fue Vélez Sarsfield. Se retiró en el Gualaceo Sporting Club a fines del año 2017. El 27 de enero de 2010 jugó un partido en la Selección Argentina en la victoria sobre Costa Rica 3 a 2 siendo dirigido por Diego Armando Maradona.

## Trayectoria
Razzotti surgió de las inferiores de Vélez Sarsfield, club en el que debutó y estuvo en dos etapas distintas. 
El 4 de mayo de 2005 se formalizó su debut en la Primera División de Argentina con el triunfo de Vélez Sarsfield sobre el Club Atlético Lanús, en condición de visitante, por 4 a 0.
Se destacó más en la segunda etapa del club, consiguiendo dos Torneos locales y la Campeonato de Primera División 2012/13 frente a Newell's Old Boys al ganarle por 1 a 0.
Razzotti tuvo un paso por Sporting Cristal de Perú antes de regresar al Fortín en el año 2008, ese año en elenco peruano fue figura disputando 45 partidos y clasificando a la Copa Libertadores 2009.
Se incorporó a Independiente, a mediados de 2013 a préstamo, para disputar la Primera B Nacional por primera vez para el club de Avellaneda. Alterna bajos y regulares rendimientos hasta que decide intimar al club por falta de pago. Debido a esto, a fines de 2013 se desvincula del club, quedando libre.
En febrero de 2014 firma contrato con el FC Vaslui equipo de la primera división del fútbol de Rumania, hoy desaparecido. Debuta el 23 de febrero para su nuevo equipo, Vaslui, que igualó sin goles con CFR Cluj, en partido de la fecha 20 de la Liga I del fútbol de Primera División de Rumania ingresando como titular y abandonando el campo de juego a los 37 minutos de la segunda parte, debido a que se hizo una gran campaña incluso se llegó a clasificar a la Liga Europa de la UEFA 2015-16, fue mandado al descenso debido a las enormes deudas que tenía el club. Desciende junto a su compatriota Matías Abelairas.
El 27 de julio de 2014 se confirma su contratación para el Club Independiente Santa Fe de Colombia, durante su estadía en este club no logra tener muchos minutos y al fin de año se desvincula.
El 13 de enero de 2015 se oficializa su llegada al Club Centro Deportivo Municipal de la Primera División Peruana.
Juega unos meses del 2016 en Defensores de Belgrano y desde junio en Clube de Regatas Brasil de la ciudad de Maceió que jugaba en el Campeonato Brasileño de Serie B.
En agosto de 2017 se incorporó al equipo y se retiró en 2018 vistiendo la casaca de Gualaceo Sporting Club de la Segunda División de Ecuador.
Franco Razzotti dejó el fútbol profesional para dedicarse a los estudios de gerencia deportiva y ahora trabaja en Sports Manager/ Gestión y asesoramiento deportivo.

## Selección nacional
El 27 de enero de 2010 jugó un partido en la selección argentina en la victoria sobre Costa Rica 3 a 2 siendo dirigido por Diego Armando Maradona.

## Estadísticas

### Clubes
- Actualizado al final de su carrera deportiva

| Club                              | Div.                | Temporada           | Liga | Liga | Copa Nacional | Copa Nacional | Copa Internacional | Copa Internacional | Total | Total |
| Club                              | Div.                | Temporada           | PJ   | G    | PJ            | G             | PJ                 | G                  | PJ    | G     |
| --------------------------------- | ------------------- | ------------------- | ---- | ---- | ------------- | ------------- | ------------------ | ------------------ | ----- | ----- |
| Vélez Sarsfield Argentina         |                     |                     |      |      |               |               |                    |                    |       |       |
| 1.ª                               | 2006/07             | 7                   | 0    | -    | -             | -             | -                  | 7                  | 0     |       |
| 1.ª                               | 2007/08             | 8                   | 0    | -    | -             | -             | -                  | 8                  | 0     |       |
| Total                             | Total               | 15                  | 0    | 0    | 0             | 0             | 0                  | 15                 | 0     |       |
| Sporting Cristal · Perú           |                     |                     |      |      |               |               |                    |                    |       |       |
| 1.ª                               | 2008                | 45                  | 1    | -    | -             | -             | -                  | 45                 | 1     |       |
| Total                             | Total               | 45                  | 1    | -    | -             | -             | -                  | 45                 | 1     |       |
| Vélez Sarsfield Argentina         |                     |                     |      |      |               |               |                    |                    |       |       |
| 1.ª                               | 2008/09             | 20                  | 0    | -    | -             | -             | -                  | 20                 | 0     |       |
| 1.ª                               | 2009/10             | 21                  | 0    | -    | -             | 9             | 0                  | 30                 | 0     |       |
| 1.ª                               | 2010/11             | 19                  | 0    | -    | -             | 8             | 0                  | 27                 | 0     |       |
| 1.ª                               | 2011/12             | 2                   | 0    | -    | -             | -             | -                  | 2                  | 0     |       |
| 1.ª                               | 2012/13             | 15                  | 0    | -    | -             | 4             | 0                  | 19                 | 0     |       |
| Total                             | Total               | 77                  | 0    | -    | -             | 21            | 0                  | 98                 | 0     |       |
| Independiente Argentina           |                     |                     |      |      |               |               |                    |                    |       |       |
| 2.ª                               | 2012/13             | 10                  | 0    | -    | -             | -             | -                  | 10                 | 0     |       |
| Total                             | Total               | 10                  | 0    | -    | -             | -             | -                  | 10                 | 0     |       |
| Vaslui · Rumania                  |                     |                     |      |      |               |               |                    |                    |       |       |
| 1.ª                               | 2013/14             | 10                  | 0    | -    | -             | 2             | 0                  | 12                 | 0     |       |
| Total                             | Total               | 10                  | 0    | -    | -             | 2             | 0                  | 12                 | 0     |       |
| Independiente Santa Fe · Colombia |                     |                     |      |      |               |               |                    |                    |       |       |
| 1.ª                               | 2014                | 9                   | 0    | 2    | 0             | 0             | 0                  | 11                 | 0     |       |
| Total                             | Total               | 9                   | 0    | 2    | 0             | 0             | 0                  | 11                 | 0     |       |
| Deportivo Municipal · Perú        |                     |                     |      |      |               |               |                    |                    |       |       |
| 1.ª                               | 2015                | 1                   | 0    | 4    | 0             | -             | -                  | 5                  | 0     |       |
| Total                             | Total               | 1                   | 0    | 4    | 0             | 0             | 0                  | 5                  | 0     |       |
| Defensores de Belgrano Argentina  |                     |                     |      |      |               |               |                    |                    |       |       |
| 2.ª                               | 2016                | 10                  | 1    | -    | -             | -             | -                  | 10                 | 1     |       |
| Total                             | Total               | 10                  | 1    | -    | -             | -             | -                  | 10                 | 1     |       |
| Clube de Regatas Brasil · Brasil  |                     |                     |      |      |               |               |                    |                    |       |       |
| 2.ª                               | 2016                | 1                   | 0    | -    | -             | -             | -                  | 1                  | 0     |       |
| Total                             | Total               | 1                   | 0    | -    | -             | -             | -                  | 1                  | 0     |       |
| Total en su carrera               | Total en su carrera | Total en su carrera | 178  | 2    | 6             | 0             | 23                 | 0                  | 207   | 2     |

### Selección
| Selección           | Año                 | Amistosos | Amistosos | Sudamérica | Sudamérica | Mundial | Mundial | Total | Total |
| Selección           | Año                 | PJ        | G         | PJ         | G          | PJ      | G       | PJ    | G     |
| ------------------- | ------------------- | --------- | --------- | ---------- | ---------- | ------- | ------- | ----- | ----- |
| Absoluta Argentina  |                     |           |           |            |            |         |         |       |       |
| 2010                | 1                   | 0         | -         | -          | -          | -       | 1       | 0     |       |
| Total               | 1                   | 0         | -         | -          | -          | -       | 1       | 0     |       |
| Total en su carrera | Total en su carrera | 1         | 0         | -          | -          | -       | -       | 1     | 0     |

## Palmarés
| Título           | Club                   | País      | Año     |
| ---------------- | ---------------------- | --------- | ------- |
| Primera División | Vélez Sarsfield        | Argentina | C-2009  |
| Primera División | Vélez Sarsfield        | Argentina | C-2011  |
| Primera División | Vélez Sarsfield        | Argentina | I-2012  |
| Primera División | Vélez Sarsfield        | Argentina | 2012/13 |
| Primera A        | Independiente Santa Fe | Colombia  | II-2014 |